# Glaucidium griseiceps
El mochuelo centroamericano, mochuelo enano, mochuelo cabecigrís, buhíto cabecigris, tecolote mesoamericano o tecolotito centroamericano (Glaucidium griseiceps) es una especie de ave estrigiforme de la familia Strigidae propia de América central.  Se extiende por el sur de México, Belice, Guatemala, Honduras, Costa Rica, Nicaragua, y Panamá, norte de Colombia y una población disjunta en Ecuador.

## Descripción
El mochuelo centroamericano alcanza una altura de 14 a 16 cm. El cráneo y el cuello son de color marrón-gris, las plumas de la parte superior del cuerpo son de color marrón. La cola tiene dos o tres bandas transversales pálidas. La parte inferior es de color blanco con manchas de color marrón rojizo en el pecho y rayas marrones rojizos en los flancos.

## Distribución y hábitat
El área de distribución del mochuelo centroamericano se extiende de Yucatán, en el sureste de México, América Central y el norte de América del Sur. Es un ave que habita los bosques húmedos tropicales de hoja perenne y matorrales húmedos habitados. También vive en las plantaciones abandonadas con árboles. Su rango de distribución altitudinal se extiende desde el nivel del mar hasta altitudes de 1.300 m s. n. m.

## Subespecies
Actualmente se reconoce tres subespecies, incluyendo la subespecie nominal:
- Glaucidium griseiceps griseiceps Sharpe, 1875
- Glaucidium griseiceps occultum R.T.Moore, 1947
- Glaucidium griseiceps rarum Griscom, 1931